# Sadok (Cuyavia y Pomerania)
Sadok [pronunciación en polaco: /ˈsadɔk/] es un pueblo en el distrito administrativo de Gmina Chodecz, dentro del Distrito de Włocławek, Voivodato de Cuyavia y Pomerania, en el centro-oeste de Polonia.
El pueblo tiene una población de 18 habitantes.